# Shao Mi

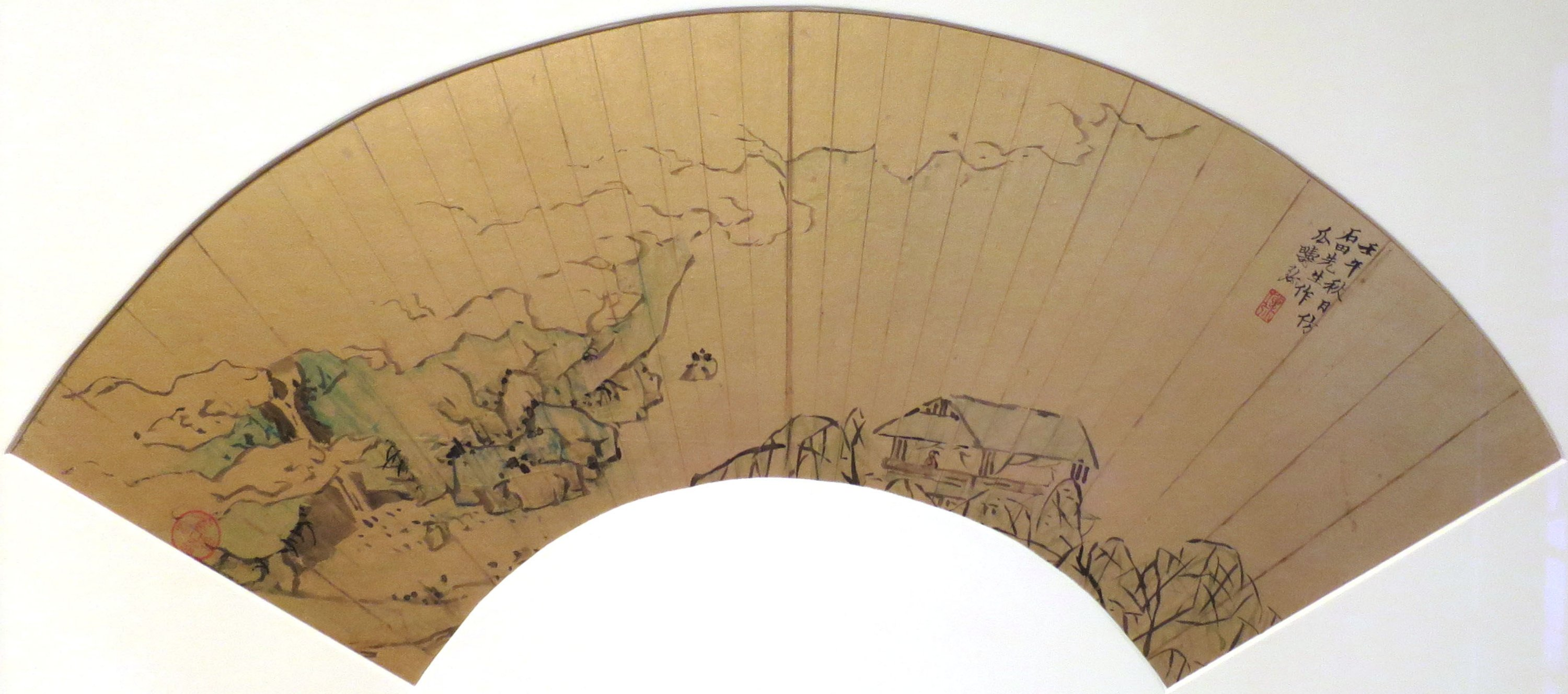
Waaier met landschap door Shao Mi, 1642

Shao Mi (traditioneel Chinees: 邵彌; ca. 1592–1642) was een Chinees kunstschilder, dichter en kalligraaf die actief was tijdens de Ming-periode. Zijn omgangsnaam was Sengmi en zijn artistieke namen Guachou en Fentuo jushi. Shao wordt gerekend tot de Negen Vrienden van de Schilderkunst.
Shao Mi schilderde vogel- en bloemschilderingen en landschappen. Hij maakte vooral naam met zijn gedetailleerde bamboeschilderingen en ingetogen shan shui-landschappen. Shao borduurde voort op de stijl van Ni Zan (1301–1374). In zijn poging om de stijl van deze Yuan-meester te vervolmaken, was Shao erg spaarzaam met inkt. Veel van zijn sobere landschappen bestaan uit een aantal afzonderlijke rotseilanden in een weidse rivier, waarbij grote gedeeltes van het beeldvlak leeg zijn gelaten.